# Заслуженный артист Таджикской ССР
Заслуженный артист Таджикской  ССР (тадж. Ҳунарпешаи хизматнишондодаи ҶШС Тоҷикистон) — почётное звание, присваивалось Президиумом Верховного Совета Таджикской ССР и являлось одной из форм признания государством и обществом заслуг отличившихся граждан. Учреждено 28 марта 1939 года. 
Присваивалось выдающимся деятелям искусства, особо отличившимся в деле развития театра, музыки, кино, цирка, режиссёрам, композиторам, дирижёрам, концертмейстерам, художественным руководителям музыкальных, хоровых, танцевальных и других коллективов, другим творческим работникам, музыкантам-исполнителям за высокое мастерство, и содействие развитию искусства.
Следующей степенью признания было присвоение звания «Народный артист Таджикской ССР», затем «Народный артист СССР».
Начиная с 1919 и до указа 1939 года присваивалось звание «Заслуженный артист Республики». Присваивалось оно коллегиями Наркомпроса республик, приказами наркомов просвещения, исполкомами областных и краевых Советов.
Первым награждённым в 1939 году был Менглет, Георгий Павлович – актёр театра и кино.
Последним награждённым этим почётным званием в 1991 году стала Велихова Марья Евгеньевна - профессиональная драматическая актриса, а впоследствии педагог Таджикских национальных студий Высшего театрального училища им. М.С. Щепкина при Малом академическом театре Союза ССР.
С распадом Советского Союза в Таджикистане звание «Заслуженный артист Таджикской ССР» было заменено званием «Заслуженный артист Таджикистана», при этом учитывая заслуги граждан Республики Таджикистан, награждённых государственными наградами бывших СССР и Таджикской ССР, за ними сохранились права и обязанности, предусмотренные законодательством бывших СССР и Таджикской ССР о наградах.